# Jasminrevolutionen
Jasminrevolutionen er de vestlige mediers betegnelse for protesterne i Tunesien i tiden omkring årsskiftet 2010-2011. Protesterne medførte, at Tunesiens anden præsident Zine El Abidine Ben Ali forlod sit præsidentembede den 14. januar 2011 efter 23 år ved magten og flygtede til Saudi Arabien. Revolutionen var desuden startskuddet til en række protester i den arabiske verden, og førte til store demonstrationer i både Egypten (hvor regeringen blev væltet), Iran, Jordan, Libyen (hvor regeringen blev væltet), Syrien og Bahrain.

## Baggrund
En tragisk hændelse startede sandsynligvis oprøret mod den siddende tunesiske regering. Midt i december måned 2010 begik tuneseren Mohamed Bouazizi selvmord ved at antænde benzin, han havde hældt ud over sig selv. Han døde først den 4. januar 2011 af forbrændingerne på et tunesisk hospital. Beslutningen om selvmordet var sandsynligvis en protest mod en håbløs situation samt en alvorlig konfrontation med politiet. Han kunne ikke få arbejde med sin universitetsuddannelse og prøvede som grønthandler uden tilladelse. Politiet greb ind: Hans varer blev konfiskeret, og han blev slået. Efterfølgende blev Mohammed Bouazizi gjort til et symbol for demonstrationerne.
Grundet voldsomme demonstrationer lovede den tunesiske præsident den 14. januar 2011 tidligt valg inden for 6 måneder og opløste ved samme lejlighed hele regeringen samt parlamentet. Undtagelsestilstand hersker på nuværende tidspunkt.
Præsidenten forlod Tunesien umiddelbart efter til fordel for Saudi-Arabien, og premierminister Mohamed Ghannouchi tog, støttet af dekret fra Ben Ali, magten som midlertidig præsident med løftet om at følge forfatningen og genskabe stabilitet. Den franske regering mistænker Muammar al-Gaddafi for at have stået bag præsidentens flugt. De mistænker ligeså Ben Alis familie for at have stukket af med 1,5 ton guld til en værdi af 335 mio. kr.
Ghannouchis magtovertagelse blev imidlertid underkendt af Tunesiens forfatningsdomstol, der den 15. januar slog fast, at formanden for parlamentet var midlertidig præsident, og at der skulle afholdes nyvalg senest 60 dage senere. Samme dag blev parlamentsformanden Fouad Mebazaa taget i ed som præsident.
Den 17. januar er sammensætningen af en national samlingsregering klar under ledelse af præsident Fouad Mebazaa og premierminister Mohamed Ghannouchi. Regeringen består bl.a. af udenrigsminister Kamel Morjane og fire andre ministre fra det tidligere regime under Ben Ali. Samlingsregeringen skal forberede et kommende valg, der skal finde sted 24. juli 2011.
Landets indenrigs- og udenrigsminister er den samme, ligeledes ledes finansministeriet af den samme. Lederen af det tunesiske oppositionsparti PDP, Najib Chebbi, udpeges som minister for regional udvikling. Oppositionslederne Ahmed Ibrahim og Mustafa Ben Jaafar tildeles også ministerposter. Ghannouchi siger, at alle politiske fanger i Tunesien vil blive løsladt.

## Spredning af konflikten
Konflikten i Tunesien inspirerede til optøjer i flere andre dele af Nordafrika,
heriblandt Libyen, Egypten og Algeriet.
Libyens diktator, Muammar al-Gaddafi, var mod oprøret i Tunesien.
Han havde ligesom Ben Ali siddet ved magten i mange år og blev truet af optøjer.
Både i Egypten og i Algeriet satte folk ild til sig selv, formentlig som en efterligning af Mohammed Bouazizi.

## Brug af internet for at støtte op om revolutionen
De sociale medier har haft en stor betydning under optøjerne i Tunesien. Befolkningen har brugt Twitter og Facebook-grupper til at organisere opstanden mod regeringen og dele nyheder. Videooptagelser af optøjerne cirkulerede på YouTube. Desuden havde hacktivist-gruppen Anonymous startet Operation Tunesien, hvis formål var at angribe den tunesiske stats hjemmesider. Det lykkedes dem at lægge flere sider ned med et såkaldt DDoS-angreb. Yderligere har lækkede oplysninger om Ben Ali og regeringen på wikileaks sandsynligvis også været en af årsagerne til hændelserne.

## Forløb
17. december. Mohammed Bouazizi sætter i byen Sidi Bouzid ild til sig selv og de første demonstrationer begynder.
28. december kritiserede præsident Zine el-Abidine Ben Ali i en fjernsynsudsendelse urolighederne og truede med, at staten ville bruge alle sine magtmidler til at standse dem.
1. januar. Urolighederne i Sidi Bouzid fortsætter med demonstrationer i gaderne
6. januar demonstrerede flere hundrede advokater foran advokatforeningens hus. Strejken var reaktionen på den voldelige opløsning af advokaternes demonstrationer i Tunis og andre byer.
8.-9. januar udbrød der uroligheder i byen Regueb og mindst 6 civile blev skudt af politiet.
10. januar er der demonstrationer i Kairouan og Sfax med mange døde og sårede.
11. januar I Tunis affyrede politiet i forstaden Ettadhamoun varselsskud og tåregas, for at afværge et angreb på flere bygninger. I Tunis brænder demonstranterne billeder af præsident og opfordrer ham til ikke at stille op ved det næste præsidentvalg.
12. januar lukker regeringen skoler og universiteter, for at forhindre, at der fra dem udbryder nye uroligheder. I flere byer nord for Tunis herskede der borgerkrigslignende tilstande. Der var også overalt i Tunesien protestaktioner
13. januar. Statsminister Mohamed Ghanonnouch fyrede indenrigsministeren. Desuden tilkendegav han, at alle fængslede demonstranter vil blive løsladt, og at beskyldningerne om korruption i regeringen undersøges.
14. januar døde der 13 i forbindelse med urolighederne. I Tunis protesterede titusinder mod Ben Ali. Mindst 5.000 mennesker forsamlede sig foran indenrigsministeriets bygninger. Statsminister Mohamed Ghannouchi bebudede dannelsen af en ny overgangsregering. Samme dag flygtede Ben Ali fra Tunesien
15. januar var der igen uroligheder i Tunis, blandt andet blev hovedbanegården og supermarkeder sat i brand. Forfatningsrådet udnævnte Fouad Mebazaa til overgangspræsident. Han bebudede nyvalg inden 60 dage. I et fængsel i Monastir omkom ca. 40 fanger. Enkelte af fangerne antændte sandsynligvis deres madrasser og døde enten af ilden eller af fangevogternes skud.
16. januar Om natten udbrød der ved præsidentpaladset i Karthago kampe mellem hæren og eks-præsident Zine El Abidine Ben Ali´s livgarde. Den styrtede præsidents sikkerhedschef, general Ali Seriati, og nogle af hans medarbejdere blev anholdt af myndighederne. De bliver beskyldt for at have planlagt et oprør mod overgangsregeringen og at have udført voldelige aktioner. Fagforeningen UGTT opfordrede i fjernsynet at borgerne opretter borgerværn for at forhindre plyndringer og vold. På grund af urolighederne og det natlige udgangsforbud forværredes fødevareforsyningen.
17. januar Ministerpræsident Mohamed Ghannouchis overgangsregering består stadig af et flertal fra den tidligere regering. På grund af at præsidentembedet ikke er besat, skal der udskrives nyvalg inden 60 dage. Overgangsregeringen lover endvidere, at der afholdes parlamentsvalg senest om 6 måneder. Der er stadig mange demonstrationer. For at beskytte sig i mod plyndringer oprettes der flere byer spærringer og barrikader og vagtværn.
18. januar kom der i Tunis og i provinserne blev der demonstreret mod at der stadig er mange af de gamle Ben Ali ministre i overgangsregeringen.
19. januar beslutter regeringen i Schweiz, at spærre den tidligere præsident og hans venners kontoer. Spærringen omfatter også salg af ejendomme. Spærringen træder i kraft samme dag. Overgangsregeringen løslader 1.800 kriminelle og politiske fanger, som højest har en fængselsstraf på 6 måneder. Tre oppositionspartier, som ikke var tilladt af Ben Ali bliver legaliseret.
20. januar melder alle ministre som var medlemmer af Ben Alis tidligere regeringsparti RCD sig ud.
21. januar beslutter overgangsregeringen at sørge for en friere adgang til internettet og forberede en ny forfatning. Påvirket af de vedvarende protester mod overgangsregeringen, begynder en landesorg som varer tre dage.
22. januar lover ministerpræsident Ghannouchi i en tale i det tunesiske statsfjernsyn, at afskaffe alle udemokratiske love som medielovene, valglovene og antiterrorlovene, inden overgangstiden er udløbet. Han lovede endvidere at går af efter parlamentsvalget.
4. februar blev alle guvernører i Tunesiens 24 regioner udskiftet. Turistministeren Mehdi Haouas bekendtgjorde, at turistindtægterne i januar faldt med 40%. I El Kef blev fire personer dræbt af politiet og mange såret, da mere end hundrede personer demonstrerede mod den lokale politichefs magtmisbrug og krævede hans afsked.
6. februar forbød den tunesiske indenrigsminister Fahrat Rajhi al aktivitet fra det tidligere regeringsparti RCD, som den afgåede præsident Zine al-Abidine Ben Ali stod i spidsen for. Officielle sikkerhedskilder mener, at urolighederne var sat i værk af folk tæt på Ben Alis for at sprede kaos og vinde magten tilbage. Forbuddet betyder, at alle RCD's kontorer er blevet lukket, og at partiet ikke længere må holde møder eller have andre aktiviteter.
18. februar I det tunesiske fjernsyn bekendtgjorde regeringslederen Mohamed Ghannouchi, at alle politiske fanger vil blive løsladt i de kommende dage.
25. februar krævede over hundrede tusinder demonstranter Mohammed Ghannouchis tilbagetræden og valg af en forfatningsgivende forsamling, i stedet for den af Ghannouchi indsatte kommission.
26. februar Der demonstreres stadig, og der kom til voldelige sammenstød. Tre demonstranter blev dræbt, andre hårdt kvæstet.
27. februar Mohammed Ghannouchi erkærede at han går af. Hans efterfølger er Béji Caïd Essebsi.
28. februar Der demonstreres også imod den nye regeringschef Béji Caïd Essebsi. De to sidste ministre fra Ben Alis regeringstid, Afif Chelbi og Mohamed Nouri Jouini, går af.
24. juli Valg til den grundlovsgivende forsamling afholdes. Der er store bekymringer om, hvorvidt de tidligere magthavere får betydende indflydelse her. 